# Eriogonum desertorum
Eriogonum desertorum är en slideväxtart som först beskrevs av Bassett Maguire, och fick sitt nu gällande namn av Ray Joseph Davis. Eriogonum desertorum ingår i släktet Eriogonum och familjen slideväxter. Inga underarter finns listade i Catalogue of Life.